# Delphacodes thoracica
Delphacodes thoracica är en insektsart som först beskrevs av William Lucas Distant 1916.  Delphacodes thoracica ingår i släktet Delphacodes och familjen sporrstritar. Inga underarter finns listade i Catalogue of Life.